# Syrphophagus chinensis
Syrphophagus chinensis är en stekelart som beskrevs av Yin-Xia Liao 1987. Syrphophagus chinensis ingår i släktet Syrphophagus och familjen sköldlussteklar. Inga underarter finns listade i Catalogue of Life.